# Ali Güzeldal
Ali Güzeldal (* 10. April 1986 in Samsun) ist ein ehemaliger türkischer Fußballspieler und -aktueller -trainer.

## Spielerkarriere

### Vereinskarriere
Ali Güzeldal begann mit dem Vereinsfußball in der Jugend von Bakırköyspor und trainierte ab der Winterpause 2001/02 neben seiner Tätigkeit bei der Reservemannschaft auch mit den Profis. So machte er am letzten Spieltag sein erstes Ligaspiel für das Profi-Team. Im Sommer 2002 erhielt er einen Profi-Vertrag und erkämpfte sich kurze Zeit später einen Stammplatz.
Mit Ablauf seines Vertrages wechselte er dann zum Sommer 2005 zum türkischen Traditionsverein Trabzonspor. Hier wurde er nach dem Vorbereitungscamp zur anstehenden Saison in die Liste der auszuleihenden Spieler eingetragen. So spielte er bis zur Winterpause als Leihgabe beim Zweitligisten Akçaabat Sebatspor. Zur Winterpause kehrte er zu Trabzonspor zurück und kam bis zum Saisonende auf sechs Ligapartien.
Im Sommer 2006 wechselte er als Tausch für Murat Ocak zum Zweitligisten Istanbul Büyükşehir Belediyespor. Hier erreichte er in der Saison 2006/07 mit seiner Mannschaft die Vizemeisterschaft der TFF 1. Lig und stieg in die Süper Lig auf.
Nachdem sein Vertrag zur Saison 2012/13 ausgelaufen war, wechselte er zu Ankaraspor.
Der Verein war zwei Jahre zuvor vom Türkischen Fußballverband von dem gesamten Spielbetrieb suspendiert worden und klagte vor Gericht erfolgreich sein Teilnahmerecht in der Süper Lig ein. Im Zuge wurden mehrere erfahrene Spieler, u. a. auch Güzeldal, verpflichtet. Später entschied sich Ankaraspor eine weitere Spielzeit auszusetzen, sodass die Neuverpflichtungen freigestellt wurden. Daraufhin wechselte Güzeldal zum Zweitligisten Boluspor.
Zur Saison 2014/15 wechselte Güzeldal zum Zweitligisten Orduspor. Im Dezember 2014 verließ er diesen Verein vorzeitig und beendete anschließend seine Karriere.

### Nationalmannschaft
Güzeldal durchlief ab der türkischen U-16-Nationalmannschaft alle Altersstufen der türkischen Jugendnationalmannschaften. Zudem spielte er 2011 einmal für die zweite Auswahl der türkischen Nationalmannschaft.

## Trainerkarriere
Im Sommer 2016 startete er mit einer Nachwuchstrainertätigkeit bei Istanbul Başakşehir FK seine Trainerkarriere.